# Viande de sanglier

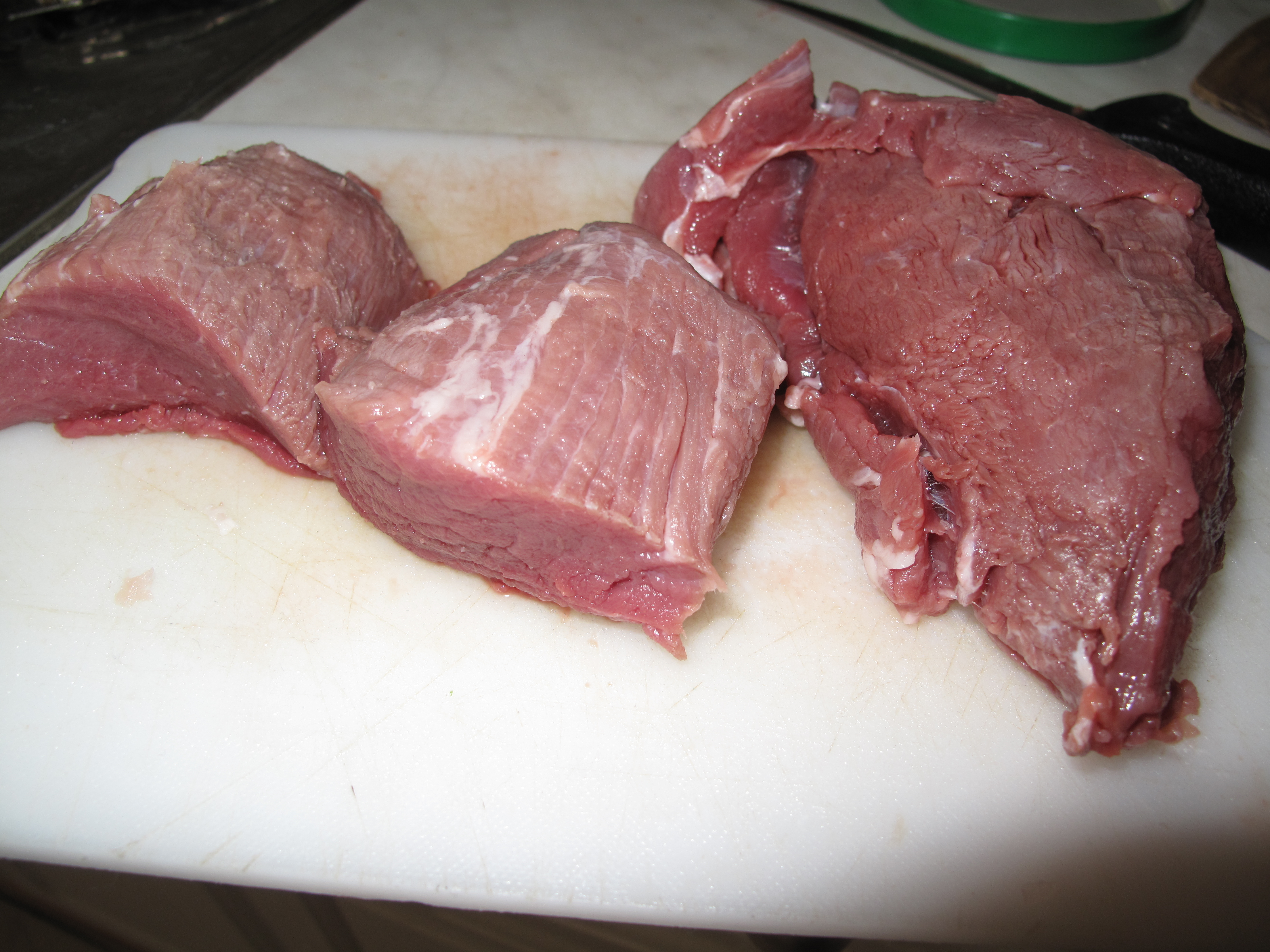
Comparaison entre la viande de porc et de sanglier. Le porc a été saigné, le sanglier, non. La couleur de la viande sanglier est donc plus intense.

La viande de sanglier est un produit de la chasse ou un produit agricole d'élevage. Celle d'un animal jeune est réputée plus savoureuse, la viande du marcassin étant particulièrement tendre. Le filet, le carré et le jambon sont les morceaux les plus réputés. De manière générale, elle présente une saveur plus parfumée que la viande de porc si celui-ci a été élevé industriellement, et se révèle moins grasse. Elle peut être un vecteur de trichinellose.